# Сестрятин
Сестрятин (укр. Сестрятин) — село в Радивиловской городской общине Дубенского района Ровненской области Украины.
До 2020 года входило в Радивиловский район.

## История
В 2024 году население составляло 686 человек.
Население по переписи 2001 года составляло 686 человек.
29 мая 2019 года в 3 км от села разбился вертолёт Ми-8МТВ-МСБ-1 (бортовой номер 638) 16-й отдельной бригады армейской авиации сухопутных войск Украины, погибли 4 военнослужащих.